# Heterodonax bimaculatus
Heterodonax bimaculatus är en musselart som först beskrevs av Carl von Linné 1758.  Heterodonax bimaculatus ingår i släktet Heterodonax och familjen Psammobiidae. Inga underarter finns listade i Catalogue of Life.